# Tage Danielssons tankar från roten
Tage Danielssons tankar från roten (senare utgiven som Tankar från roten och Samlade tankar från roten) är en samlingsbok med många vitsiga inslag skrivna av Tage Danielsson utkommen under 1974 och med flera senare nyutgåvor. Boken byggde på verser skrivna för tidningen Arbetaren som publicerades en gång i veckan, med illustrationer av Per Åhlin. Verserna är oftast politiska och avhandlar vitt skilda ämnen som kärnkraft, dagspolitiska händelser och utspel, egna betraktelser från vardagslivets tillstånd med mera.
Den första boken följdes 1975 och 1977 av ytterligare två samlingar med dagsverser. Dessa hade titlarna Tage Danielssons tanke från roten respektive Tage Danielssons rotbok.

## Källhänvisningar
1. ↑  Libris. KB.se. Läst 16 oktober 2014.
2. ↑  "Tage Danielssons Tanke från roten". Libris. Läst 16 oktober 2014.
3. ↑  "Tage Danielssons Rotbok". Libris.se. Läst 16 oktober 2014.